# Наталия Николаева
Наталия Николаева е родена на 28 януари 1971 в Шумен, основател и главен редактор на блоговото сп. Public Republic.

## Биография
Завършва през 1994 г. българска филология с допълнителна втора специалност германистика в СУ „Св. Климент Охридски“. Дипломира се магистърска степен от второ висше специалност „Международни икономически отношения“ в УНСС.
От 1994 до 1996 г. е журналист в първото частно национално радио „Експрес“. Две години работи за провокативното предаване „Минути на вашето недоволство“, дава уроци по български език и литература за подготовка на кандидат-студенти за СУ „Св. Кл. Охридски“.
От 1998 до март 2000 г. работи като журналист в списание „МИТ“ (сега „Мениджър“). През март 2000 г. заминава като стипендиант за половин година в Германия, където следва в Университета на гр. Хамбург и завършва практика по Public Relations към администрацията на пристанището. От 2000 г. живее в Хамбург, където следва икономика и се занимава с журналистическа и преподавателска дейност.
На 21 октомври 2006 Николаева основава и е главен редактор на блоговото мултимедийно списание Public Republic (public-republic.com). В блоговото списание Николаева като гл. ред. публикува свои интервюта с поети, художници, режисьори и т.н. Освен началния български блог, Наталия Николаева създава и е главен редактор и на блоговете reiselandbulgarien.de (2007), public-republic.de (2008) и public-republic.net (2008), първите два на немски, третия на английски.
Public-Republic.com предизвиква интерес сред медии като Радио Хоризонт (октомври 2007) и Радио Варна (юли 2008), които излъчват интервюта с Николаева.